# Vientiane
Vientiane (prononcé en français : /vjɛ̃.tjan/ ; en lao : ວຽງຈັນ, Vieng Chan, /ʋíəŋ tɕàn/) est la ville la plus peuplée et la capitale du Laos. Elle est située sur la rive gauche du Mékong, qui marque la frontière avec la Thaïlande, presque en face de la ville thaïlandaise de Nong Khai.
Sa population est d'environ 760 000 habitants en 2015. Son ancien nom[Quand ?] est Sri Sattanak, ou Sisattanak (en lao : ສີ ສັດຕະນາກ). La ville fait partie de la préfecture de Vientiane, séparée de la province de Vientiane en 1989.
Depuis le début des années 2000, la ville connaît une expansion brutale.

## Histoire
La ville a été officiellement fondée en 1560, lorsque le roi Setthathirath y a transféré la capitale du royaume de Lan Xang. Les données archéologiques indiquent cependant une date légèrement antérieure : 1540, sous le règne de son père Photisarath, selon les inscriptions de 95 piliers de fondation découverts à Ban Phia Vat (entre le Vat Simuong et le Mékong) en décembre 2009. (Ces piliers, ainsi que 193 autres de la même époque découverts en janvier 2007, seront bientôt exposés dans un nouveau musée.)
En 1570 et 1574, Vientiane fut attaquée par le conquérant birman Bayinnaung, mais celui-ci ne réussit pas à y maintenir sa domination.
Quand le Lan Xang s'effondra en 1707, Vientiane devint le centre d'un royaume indépendant, le royaume de Vientiane.
Une nouvelle fois pillée par les Birmans en 1764, la ville fut conquise en 1778 par le général Phraya Chakri (futur Rama Ier), qui en fit une dépendance du Siam.
Lorsque le roi Anouvong encouragea une rébellion, elle fut rasée par les armées du Siam en 1827.
Elle passa ensuite sous influence française à partir de 1893 et devint la capitale du protectorat français du Laos en 1899. En effet, les premiers explorateurs français arrivèrent dans la ville en 1867 et commencèrent la reconstruction de Vientiane. Un plan quadrillé de la ville est mis en place et un saupoudrage de maisons de maître de style colonial et de bâtiments administratif sort de terre. Cependant, Vientiane reste toujours une faible priorité indochinoise pour la France, comme en témoigne le programme de constructions modestes.
En 1928, la ville ne compte que 9 000 habitants, la plupart étant des vietnamiens amenés par les Français.
La ville devient la seule capitale du pays à la suite de la révolution de 1975 et des débuts de la république démocratique populaire du Laos. La cité royaume de Luang Prabang ayant perdu sa fonction de capitale. La ville est cependant vue comme un lieu dangereux par le régime de Pathet Lao. Le régime incite la population à quitter la ville pour retourner dans leur province d'origine. Ces départs auraient fait chuter la population de 40% (100 000 habitants environ) en 2 ou 3 ans.
Au cours des années 2000, la ville connaît une expansion brutale, aiguillonnée par la tenue du 10e sommet de l'ASEAN en novembre 2004, puis par les 25e jeux d'Asie du Sud-Est en décembre 2009 et la célébration de son 450e anniversaire (1560-2010) en novembre 2010.

## Géographie et climat

### Géographie
Vientiane est situé au bord du Mékong, à 174 mètres d'altitude.
17.97 de latitude et 102.60 de longitude.

### Climat
La température moyenne est de 25,4 °C.
La température varie généralement de 17 à 35 °C et est rarement inférieure à 13 °C ou supérieure à 38 °C.
Le climat est tropical avec une saison sèche et une saison des pluies.
Les pluies marquent le début de la mousson en mai ou juin.
Les mois pluvieux se prolongent jusqu’à la fin d’octobre.

## Politique et administration

### Liste des maires
| Nom                       | Dates du mandat | Parti                               |
| ------------------------- | --------------- | ----------------------------------- |
| Sinlavong Khoutphaythoune | ? - 2008        |                                     |
| Sombath Yialiheu          | 2008 - 2011     |                                     |
| Soukanh Mahalath          | 2011 - En cours | Parti révolutionnaire populaire lao |

## Monuments civils
Les monuments civils les plus anciens remontent à l'époque de l'Indochine française, les plus intéressants datant de l'Entre-deux-guerres (villas coloniales, bâtiments officiels, église du Sacré-Cœur). Après l'indépendance du pays et la prise du pouvoir par le Pathet Lao en 1975, ils ont généralement été très mal entretenus, tandis que s'élevaient des bâtiments d'inspiration « socialiste » (chambre des députés, « tour » sur la place du Nam Phu). Depuis les années 1990, beaucoup ont été rasés pour laisser place à d'autres constructions, mais quelques-uns ont été remarquablement restaurés, surtout en centre-ville.
La plupart des nouveaux monuments sont de style « international », adapté aux canons esthétiques locaux (toitures, en particulier). En 2010, le plus haut bâtiment est Don Chan Palace, construit hors du centre-ville, qui compte une quinzaine d'étages. Aucun gratte-ciel n'est prévu.

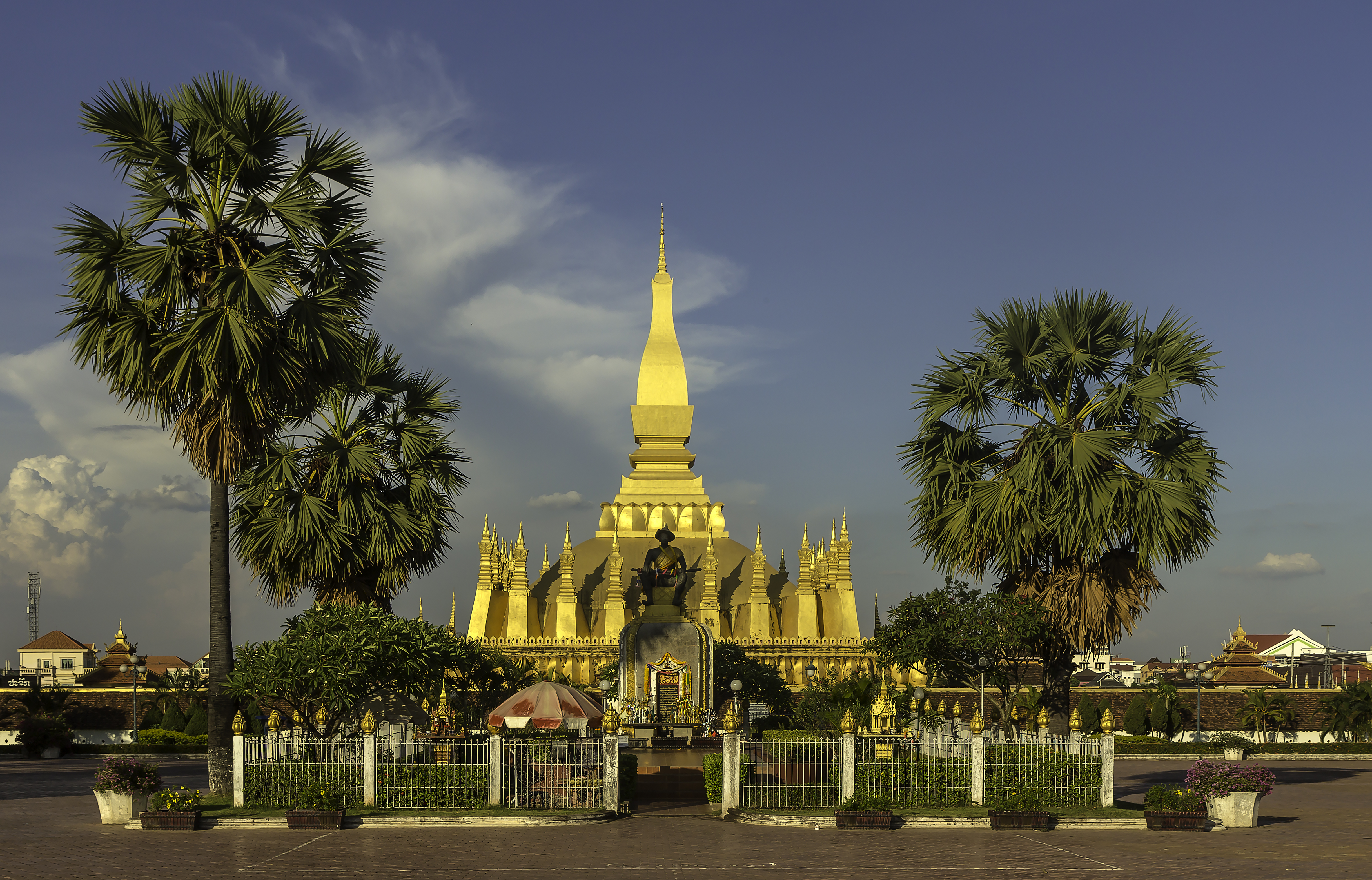
Le Pha That Luang (symbole du Laos).
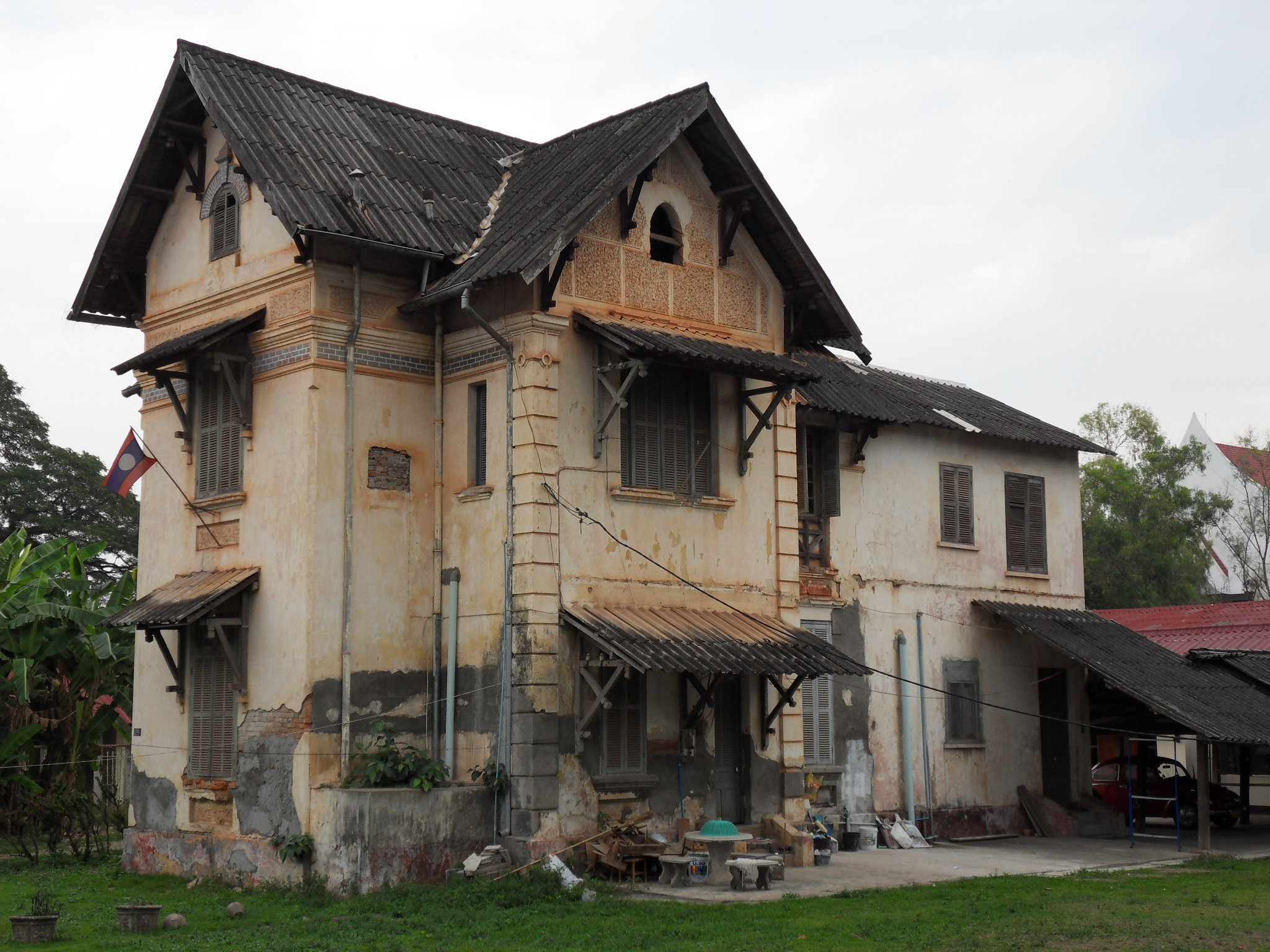
Maison coloniale française
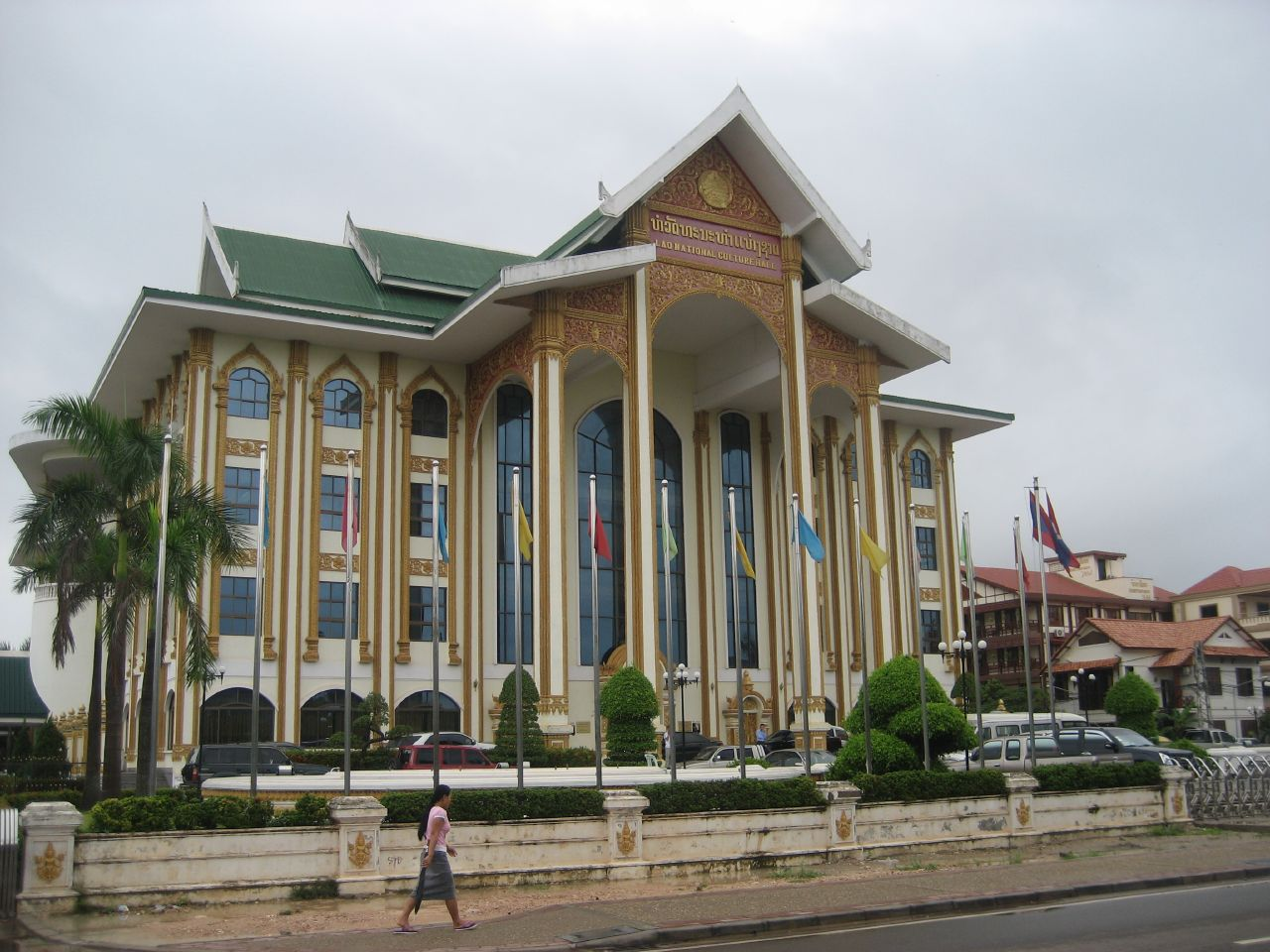
Centre culturel de Vientiane (années 2000)

### Patuxai
Monument à la mémoire des victimes de la guerre au Laos, le Patuxai se trouve à l'extrémité de l'avenue Lan Xang, appelée populairement les « Champs-Élysées de Vientiane ».
Ce monument a été construit en 1958. Il est l’objet d’une anecdote cocasse puisqu’il a été terminé en 1962 avec du ciment donné par les Américains pour la construction de l’aéroport d'où son surnom de "piste verticale". C'est un clin d’œil aussi à la France puisqu’on peut y voir une certaine similitude avec l'Arc de triomphe de l'Étoile, à Paris.
Le nom de Patuxai lui a été donné par le gouvernement après la révolution de 1975 après une rénovation qui lui a donné son aspect actuel.
Le Patuxai peut être visité quotidiennement de 6h00 à 18h00. Il offre un beau point de vue sur la ville de Vientiane.

### Talat Sao

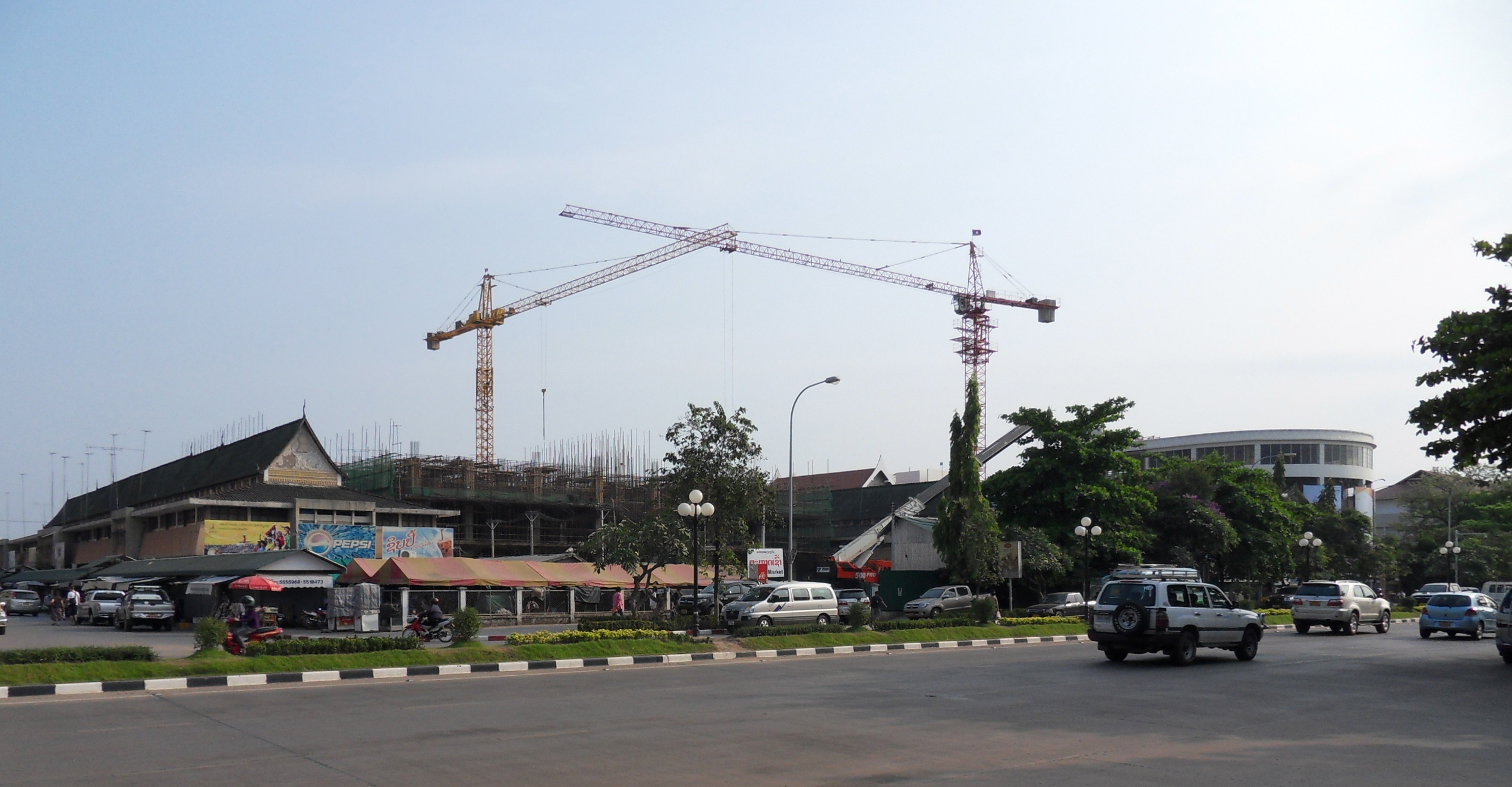
Talat Sao depuis l'avenue Lane Xang (février 2010) :
Nouveau complexe en construction entre les bâtiments anciens, bâtiment nouveau à droite derrière les arbres.

Le Marché du Matin (par opposition au Marché du soir, qui se trouve dans un autre quartier) est situé en face de l'ancienne Poste, au carrefour des avenues Lane Xang et Khu Vien (la route des Français). C'est un grand bazar en béton construit par le Viêt Nam dans les années 1970, comportant trois corps de bâtiment en U, à deux étages et à double toiture à pans, non climatisés. On y trouve à peu près tout : textiles (traditionnels ou modernes), bijoux (argent), matériel de bricolage, télévision, téléphonie, informatique, papeterie, etc.
Une nouvelle aile climatisée et comprenant un parking a été terminée en 2009 par une entreprise de Singapour le long de l'avenue Khu Vien. Cette nouvelle construction de style international, baptisée Talat Sao Mall, est le seul centre commercial moderne de Vientiane ; il a ouvert le 6 avril 2007. Un bâtiment à un seul niveau, occupant le centre du U, est en cours de remplacement par un emporium de 9 ou 10 niveaux, devant comprendre un hôtel de luxe, un autre centre commercial et une salle de cinéma moderne, dont jusque-là le centre de Vientiane était dépourvu.

### Lao International Trade Exhibition and Convention Centre (Lao-ITECC)
Situés à l'écart du centre ville (quartier Muang Saysettha), ces bâtiments construits en 2003, en prévision du 10e sommet de l'ASEAN se tenant en 2004, ont permis l'installation d'un supermarché de la chaîne Tang Frères, un bowling et deux salles de cinéma Cinémax, seules salles disponibles à Vientiane.

### Musées civils
- Musée national du Laos, consacré à l'histoire du pays, en centre-ville
- Musée Kaysone Phomvihane, consacré au deuxième président du Laos

## Monuments religieux

### Pha That Luang(Grand Stupa)

L'esplanade du Pha That Luang, avec la statue du roi Setthathirat (2009)

Monument national représentant la foi bouddhiste et la souveraineté du Laos, c’est le plus important du pays.
Le roi Setthathirat fit bâtir le Pha That Luang que l’on peut voir aujourd’hui lors du transfert de la capitale de Luang Prabang à Vientiane au XVIe siècle. Il fut restauré en 1900 par les Français, mais cette restauration étant très controversée, une nouvelle restauration fut entreprise en 1931 sur la base d’esquisses de l’explorateur Louis Delaporte datant de 1867. Le Pha That Luang renfermerait une relique de Bouddha bien que ce ne soit pas confirmé.
L’âme de Pha That Luang s’exprime pleinement lors du festival annuel “That Luang”. Les rues s’animent de processions colorées pour cette journée fédératrice pour les différentes communautés de fidèles. 

### Vat Simuang

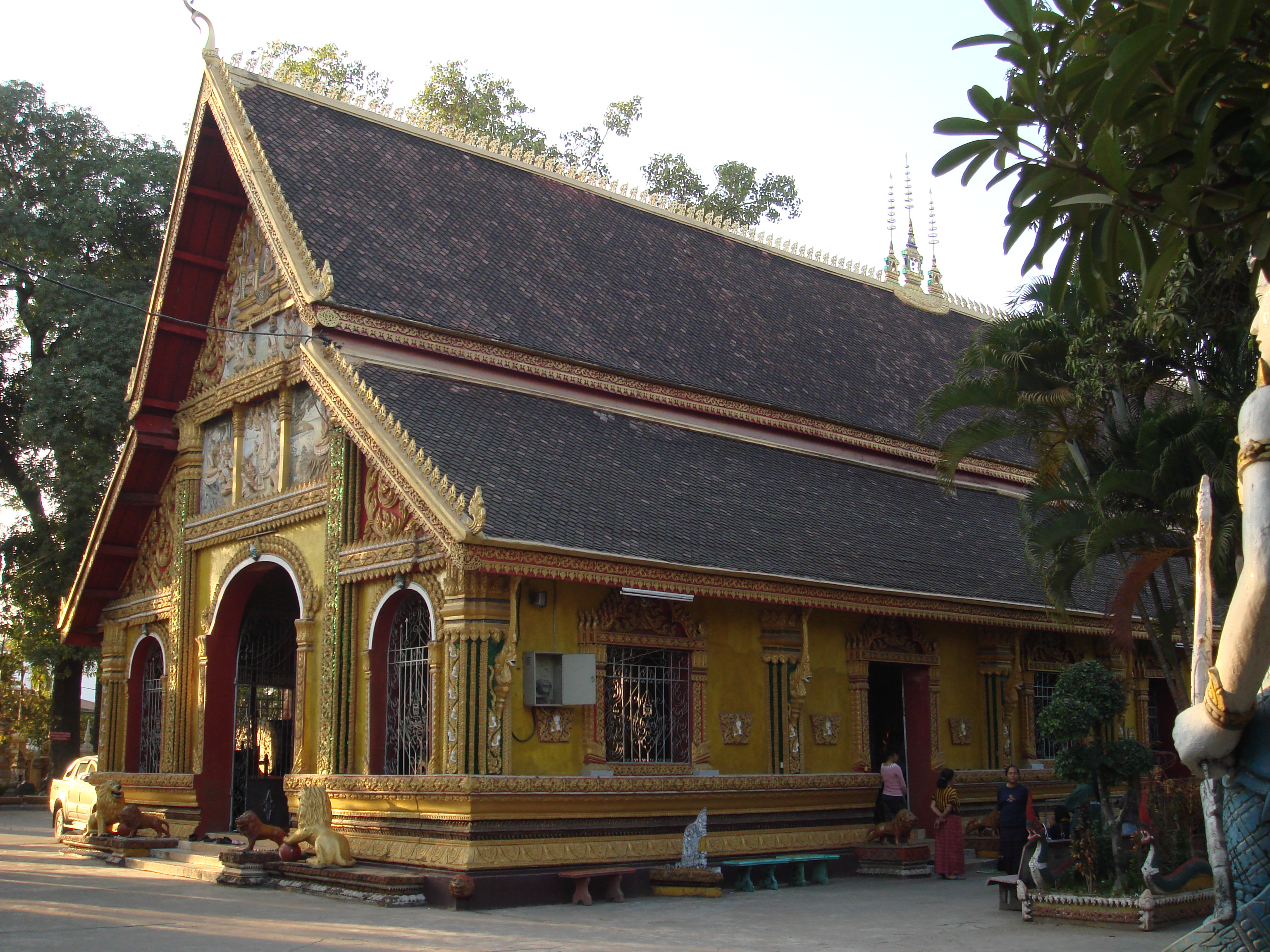
Le Vat Simuang

Le Vat Simuong est le plus vénéré des sanctuaires de Vientiane. Il est bâti à l'emplacement d'une porte de l'ancien rempart de la ville et contient un lât (sans doute une borne d'origine khmère). Une légende conserve le souvenir du sacrifice rituel ayant permis la fondation de la porte.

### Vat Sisakhet

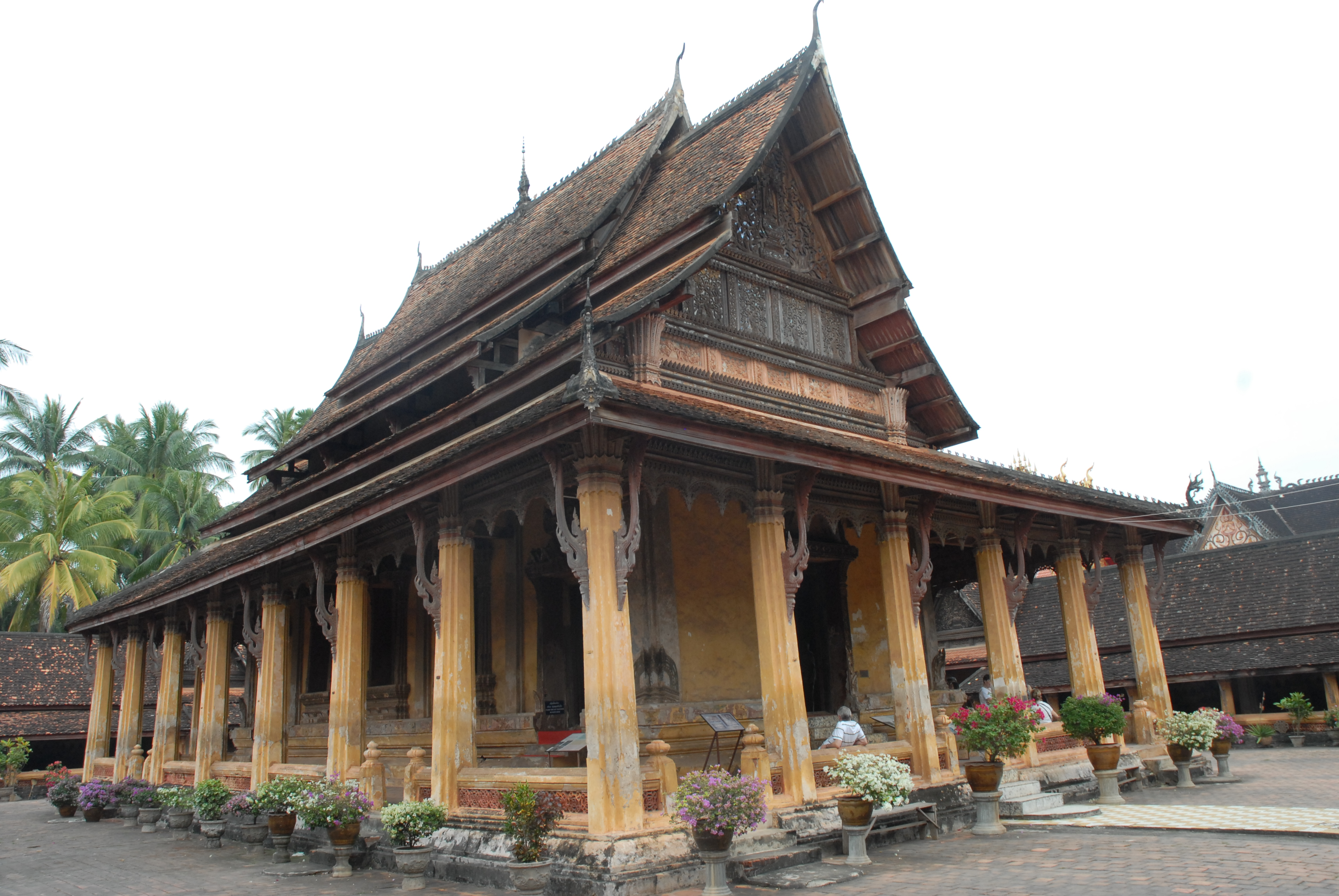
Le Vat Sisakhet.

Le Vat Sisakhet (avenue Setthathirat) a été construit en 1818. Ce fut la seule pagode épargnée par les Siamois lors du sac de Vientiane de 1827. Elle possède une petite bibliothèque de style birman.
Son cloître abrite environ 10 000 Bouddhas. Selon une légende, l'un d'eux serait magique et pourrait exaucer les vœux.

### Vat Phra Kaeo

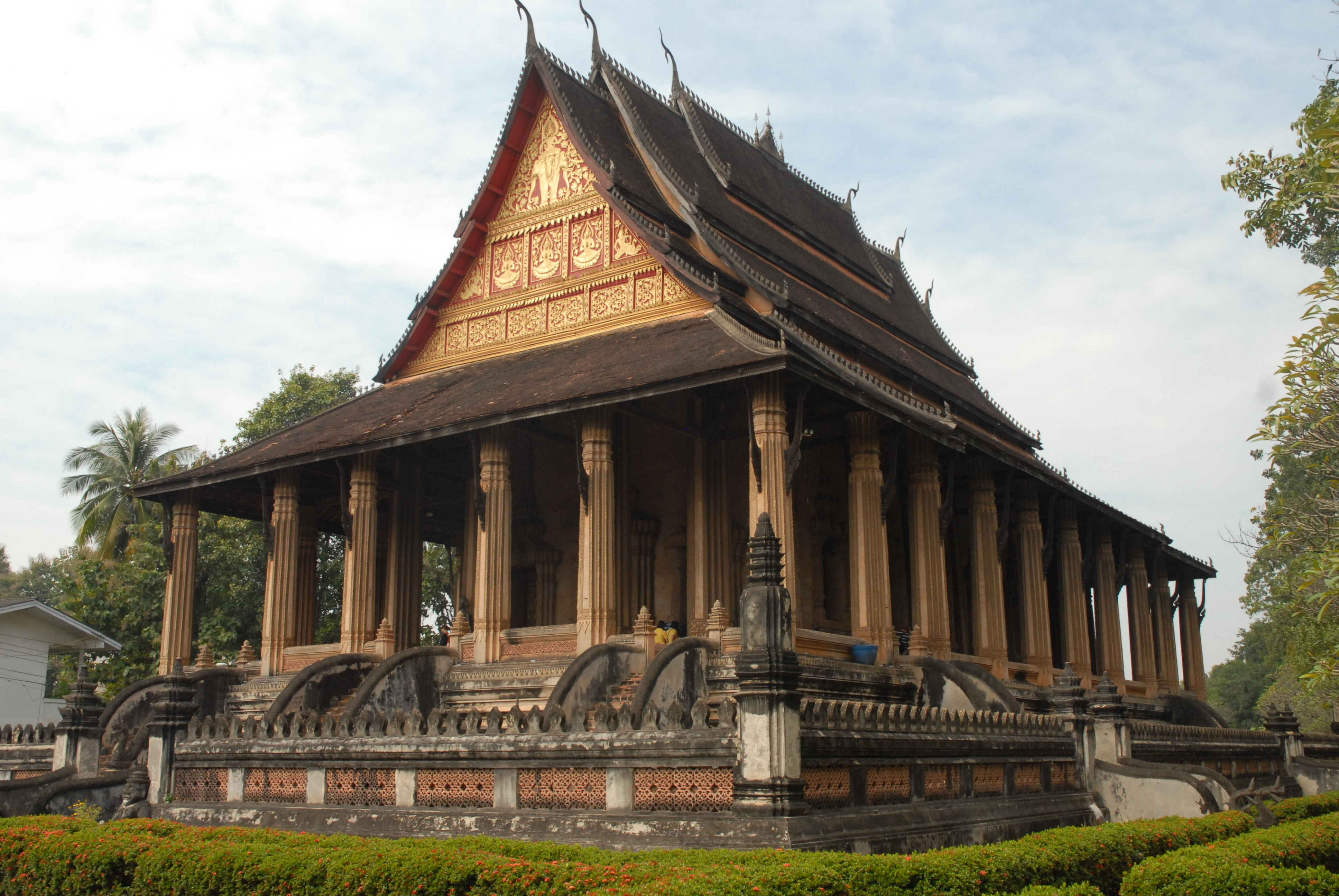
Façade arrière du Vat Phra Kaeo

Reconstruit en béton par la France, le Vat Phra Kaeo est aujourd'hui un musée présentant surtout des objets bouddhiques. Il est situé près du Vat Sisakhet, de l'autre côté de l'avenue Setthathirat.

### That Dam
Le That Dam (stûpa noir) est un monument du centre de Vientiane.

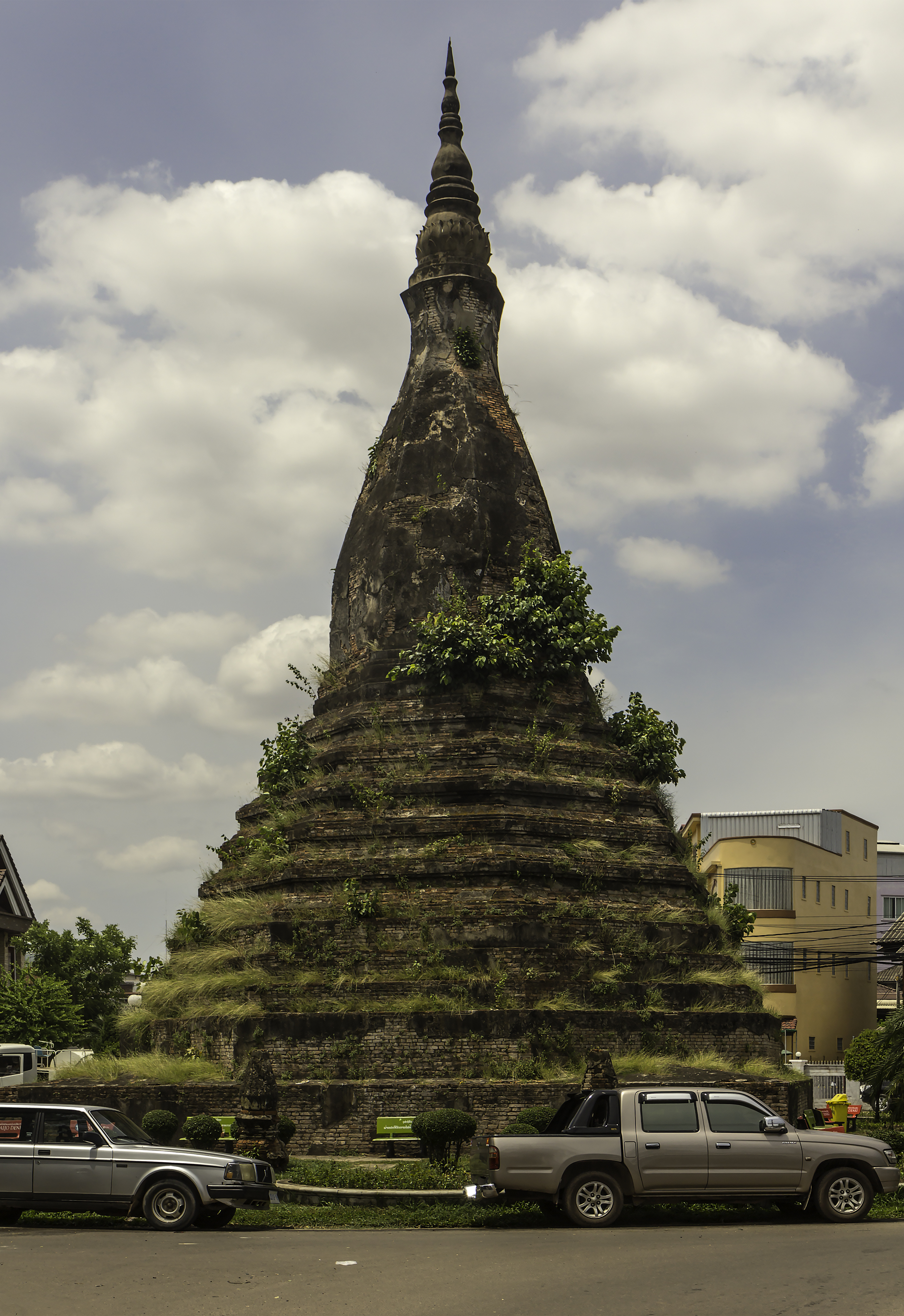
Le That Dam.

### Autres monuments
Chaque quartier possède sa pagode. Certaines ne sont pas dénuées d'intérêt architectural.
- Vat In Peng
- Vat Mixai
- Vat Ong Theu

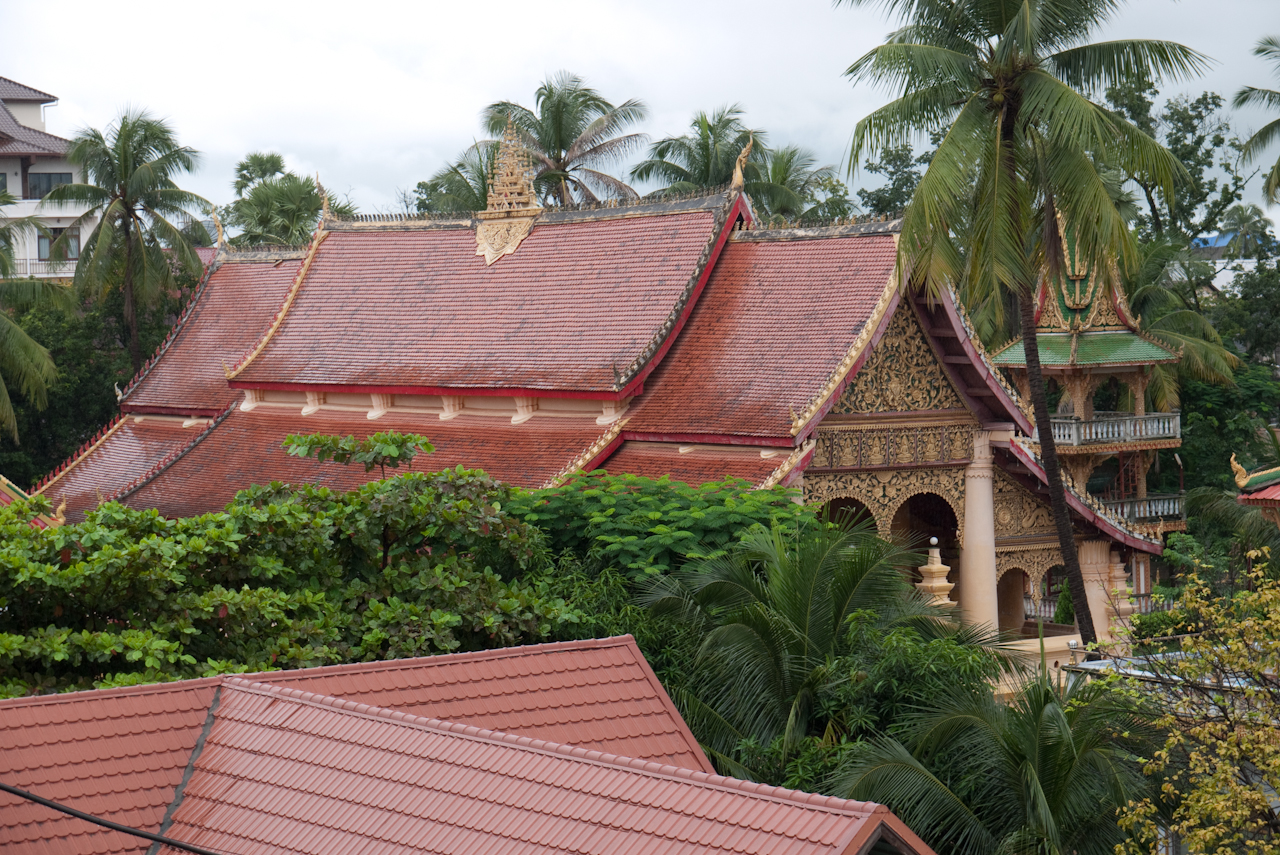
Le Vat Ong Theu. Construit en 1566 par Setthathirat, détruit par les siamois en 1827, reconstruit en 1911.

- Vat Phia Vat : il contient le plus grand Bouddha de la ville
- Statue d'Anouvong

La mise en valeur du patrimoine architectural de Vientiane a été l'objet de plusieurs programmes de coopération menés par la France ou la Banque Asiatique de Développement, notamment pour sauver les nombreux édifices coloniaux du centre, comme celui abritant le restaurant Kualao. On pourra consulter à ce sujet le guide des édifices et monuments Promenades architecturales à Vientiane disponible auprès de la Municipalité (auteurs : Pierre Couté / Kéo Vinnarath, VUISP Project ADB).
- Cathédrale du Sacré-Cœur, construite en 1928 par les missionnaires français de la Société des missions étrangères de Paris.

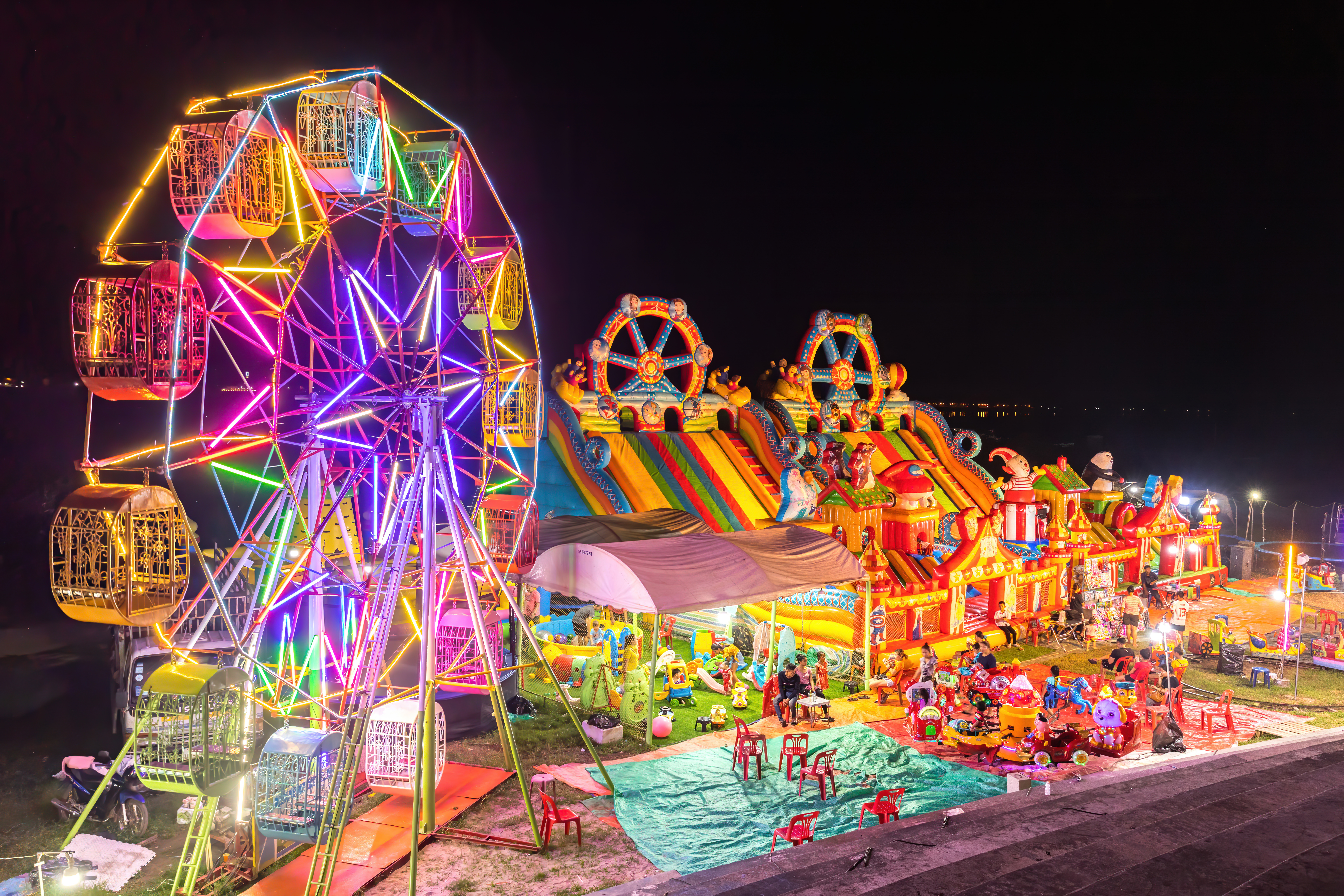
Grande roue éclairée, château gonflable et carrousel, la nuit, dans une fête foraine face au Mékong, Sithane Road, Quai Fa Ngum, près du marché de nuit de Vientiane. Juin 2020.

## Population et société

### Démographie
La population de la ville est de 760 000 habitants en 2015, ce qui représente une grande partie des 820 924 habitants de la préfecture de Vientiane. La ville s'étend sur 130 km2 et la densité de population est de 5 846 habitants par km2.

Depuis 1950, l'évolution de la population de Ventiane a été :
| 1950   | 1955   | 1960   | 1965    | 1970    | 1975    | 1980    |
| ------ | ------ | ------ | ------- | ------- | ------- | ------- |
| 30 080 | 47 781 | 75 908 | 120 562 | 157 406 | 186 834 | 211 026 |

| 1985    | 1990    | 1995    | 2000    | 2005    | 2010    | 2015    |
| ------- | ------- | ------- | ------- | ------- | ------- | ------- |
| 239 072 | 282 803 | 336 864 | 442 120 | 571 936 | 605 994 | 642 079 |

| 2020    | 2021    | 2022    | 2023    | - | - | - |
| ------- | ------- | ------- | ------- | - | - | - |
| 682 542 | 693 594 | 706 455 | 721 199 | - | - | - |

| Histogramme de l'évolution démographique de Ventiane |
|                                                      |

### Enseignement
- L'Université nationale du Laos, fondée en 1996[10].
- Un lycée français privé[11], le lycée Josué Hoffet.
- Le Centre culturel et de coopération linguistique (CCCL)[12] remplit le rôle d'une Alliance française et d'un centre de documentation culturelle.
- Le Campus numérique francophone de Vientiane[13], sous la tutelle de l'Agence universitaire de la Francophonie, applique le programme de Valorisation du Français en Asie du Sud-Est (VALOFRASE) et propose des équipements numériques aux étudiants Laotiens.

### Santé
- Hôpital Mahosot - Avenue Setthathirath

- Centre Médical de l’Ambassade de France - Boulevard Kouvieng, quartier de Simuang : Ouvert avec l’aide de l’Ambassade de France, il est destiné à fournir principalement à la communauté Française du Laos, mais aussi à tous les expatriés et touristes, des soins de santé de médecine générale ainsi que certains services paramédicaux, y compris des soins dentaires, de kinésithérapie, d’orthophonie et de psychothérapie.

- Clinique australienne

### Sports
Vientiane accueille la majorité des équipes du championnat du Laos de football (Lao Premier League) créé en 1990, avec 7 clubs : Ezra, Police, Ministry of Public Works and Transport, Easter Star, Pheuanphatthana et Lao Lanexang. Toutes les équipes jouent dans le nouveau Stade national du Laos, à environ 16 kilomètres au nord-est du centre-ville, ouvert en 2009 en remplacement du stade Anouvong.
La ville compte plus de 100 salles de snooker. Le jeu de boules, introduit lors de la colonisation française, est également très pratiqué.
Vientiane dispose de 3 parcours de golf : le Santisuk Lang Xang, le Vientiane Club KM6 et le Youth Garden. Ce dernier est le premier à s'être créé, non loin du centre-ville, à quelques kilomètres du Pont de l'amitié lao-thaïlandaise.
On peut aussi mentionner la salle de boxe de Sokxay.

### Médias
Le quotidien anglophone de Vientiane est le Vientiane Times, fondé en 1994 par le groupe des Presses lao. Le Rénovateur est la première publication francophone du Laos. Créé en 1998, cet hebdomadaire paraît tous les mardis. Le Laos est considéré par Reporters sans frontières comme l'un des pays moins libres en matière de liberté de la presse.

## Transports

### Transports aériens
Vientiane est desservie par l'aéroport international de Wattay, (code IATA : VTE • code OACI : VLVT) situé à 3 kilomètres au sud-ouest de la ville. Cet aéroport dessert avec la compagnie nationale Lao Airlines quotidiennement Luang Prabang et quelques jours par semaine d'autres destinations locales. Aussi, il est connecté avec d'autres destinations asiatiques.
Un nouvel aéroport international est en projet ; il pourrait se situer dans le district de Xaythany, proche de Vientiane et sa construction débuter en 2015.

### Autobus

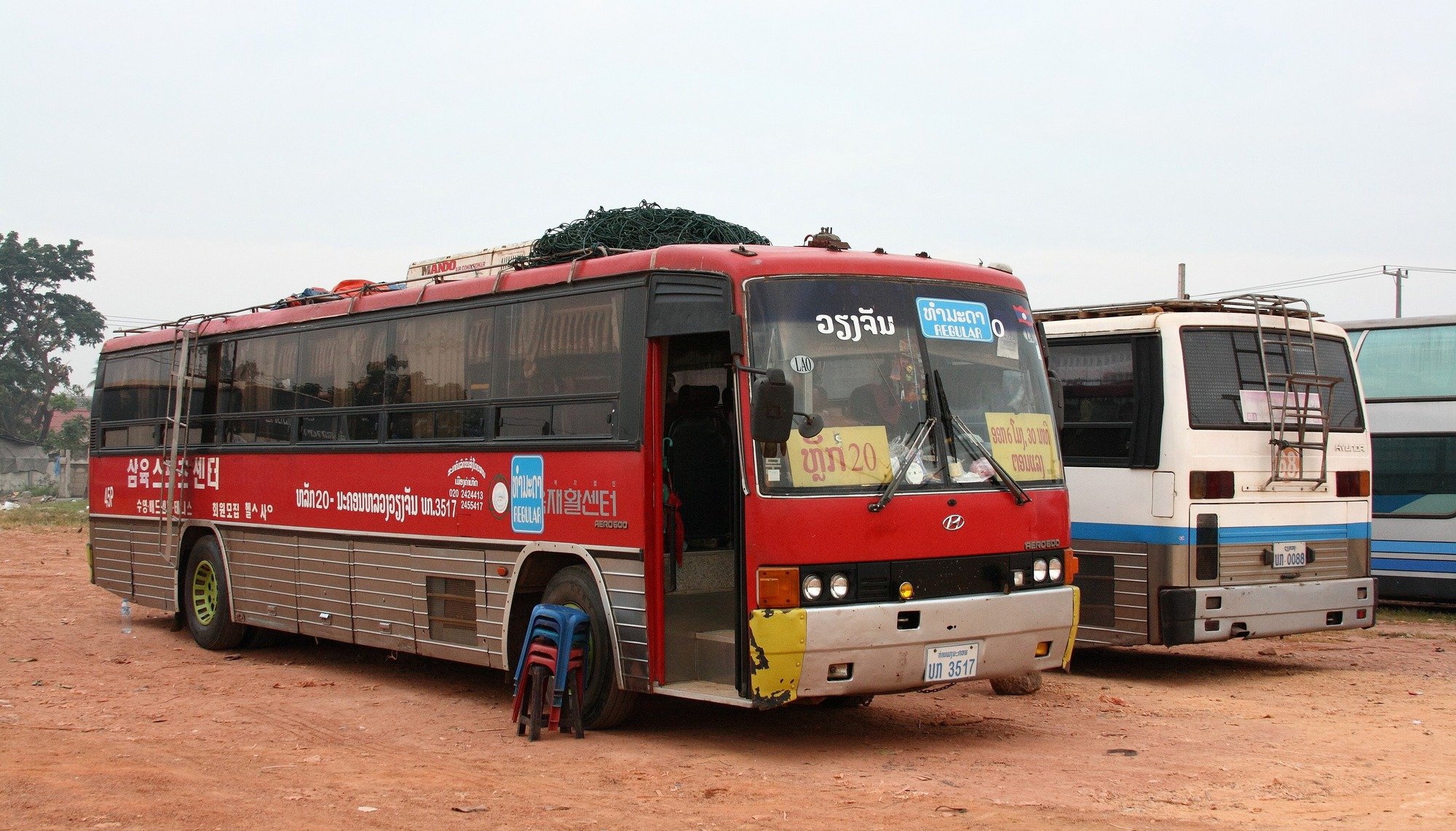
Bus à la gare routière sud (novembre 2010).

La Thaïlande est accessible par le Pont de l'amitié lao-thaïlandaise, situé en face de la ville thaïlandaise de Nong Khai. Elle possède 2 gares routières, la gare du nord, desservant Vang Vieng, Luang Prabang et les villes du nord du pays, et la gare du sud, vers Paksane, Thakhek, Savannakhet et Pakse.

### Transport ferroviaire
La ligne de chemin de fer Bangkok-Vientiane traverse le Mékong sur le pont de l'amitié lao-thaïlandaise pour arriver à la gare de Thanaleng (ouverte le 5 mars 2009), à 20 kilomètres à l'est de Vientiane. Elle est le premier réseau ferroviaire international desservant le Laos. La gare propose une connexion entre Vientiane et les capitales de trois autres nations de l'ASEAN (Thaïlande, Malaisie et Singapour), et plusieurs ports important du sud-est asiatique.
La ligne Boten - Vientiane, avec la gare de Vientiane relie la capitale au reste du pays depuis fin 2021, jusqu'au nord à la frontière avec la Chine, à la gare de Boten. A terme, la liaison direct vers Kunming, en Chine, sera possible.
Il s'agit de la première ligne ferroviaire standard au Laos, pouvant aller jusqu'à 160 km/h.

Gare de Ventiane
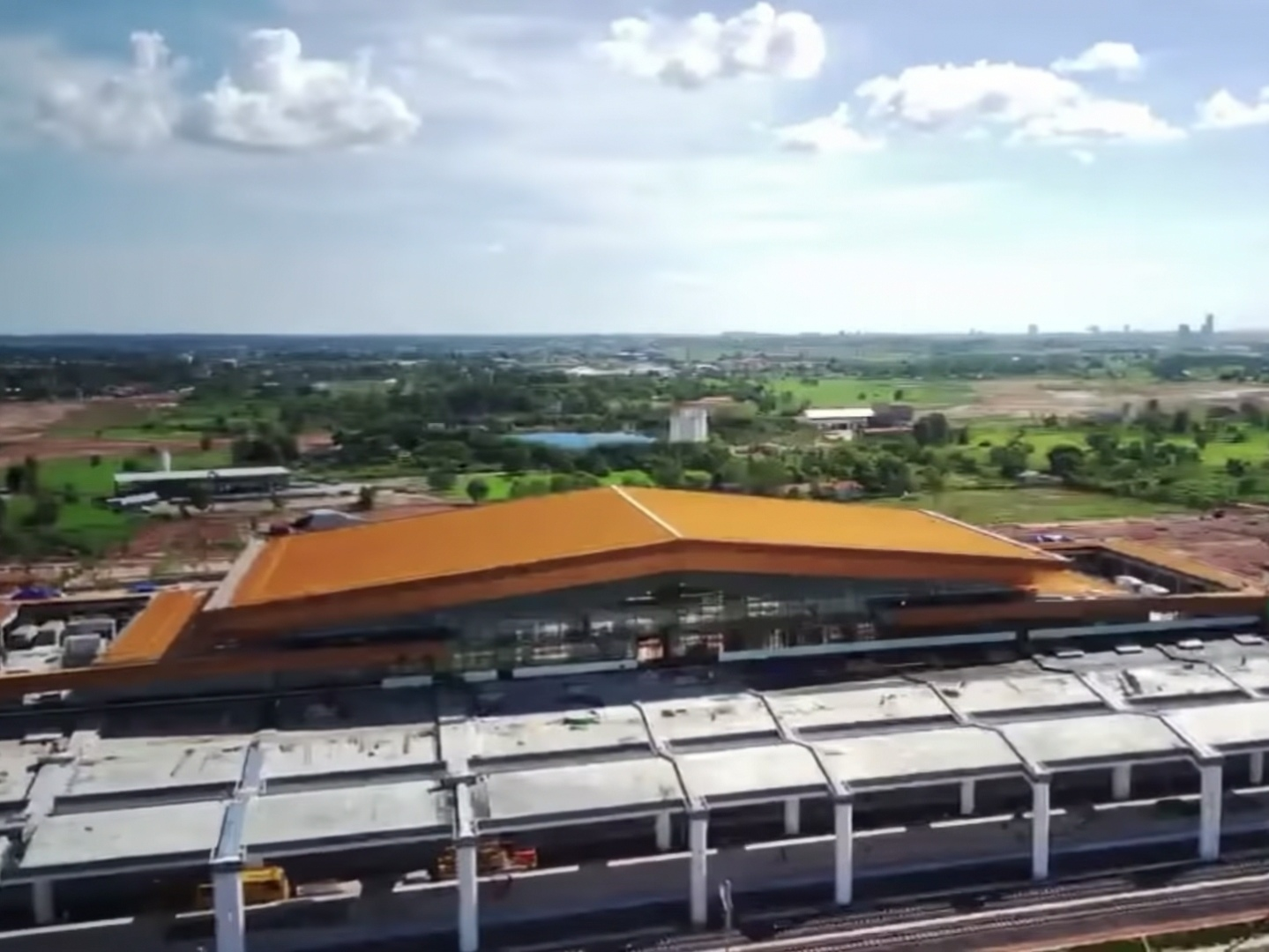
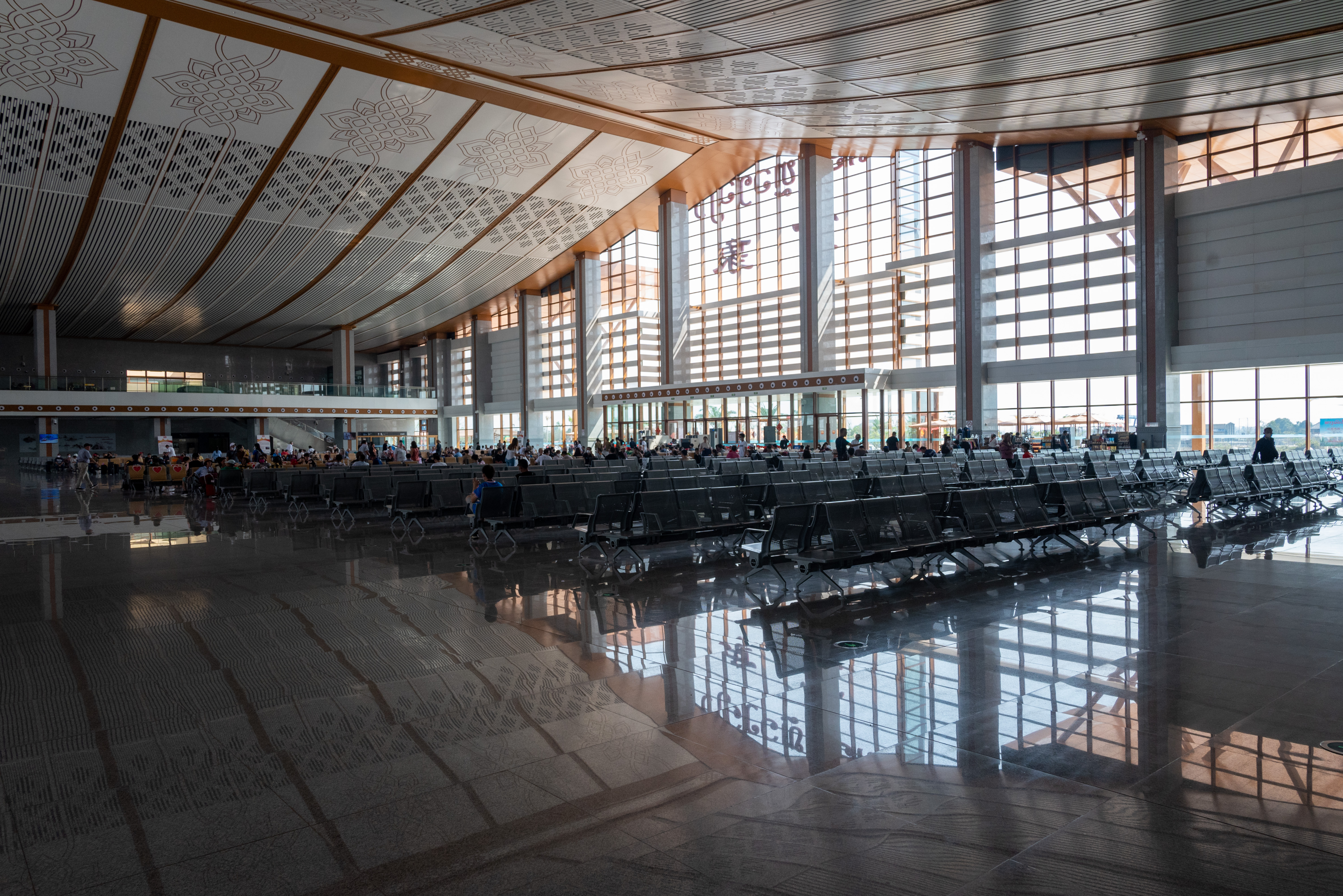

### Jumelages
| Ville | Ville             | Pays | Pays       | Période                   |
| ----- | ----------------- | ---- | ---------- | ------------------------- |
|       | Bangkok           |      | Thaïlande  | depuis le 24 mai 2004     |
|       | Chittagong        |      | Bangladesh |                           |
|       | Cirebon           |      | Indonésie  |                           |
|       | Hanoï             |      | Viêt Nam   |                           |
|       | Hô Chi Minh-Ville |      | Viêt Nam   |                           |
|       | Kunming,          |      | Chine      | depuis le 17 octobre 2011 |
|       | Orlando           |      | États-Unis |                           |
|       | Phnom Penh        |      | Cambodge   |                           |
|       | Pékin             |      | Chine      |                           |

## Personnalités liées à Vientiane
- Outhine Bounyavong (1942-2000), écrivain
- Katay Don Sasorith (1904—1959), ancien premier ministre du Laos
- Khamtay Siphandone (1924—2025), homme d'État laotien
- Konekham Inthammavong (1992), footballeur
- Soth Phetrasy (1915–2004), ancien leader du Pathet Lao
- Laenly Phoutthavong (1996), coureur
- Siluck Saysanasy (1974), acteur et assistant réalisateur lao-canadien
- Kilakone Siphonexay (1989), à Vientiane (Laos), coureur
- Souliya Syphasay, 1993 à Vientiane (Laos) footballeur
- Kita Sysavanh (1983), footballeur
- Bryan Thao Worra (1973), écrivain
- Cao Van Vien (1921–2008), l'un des deux seuls généraux quatre étoiles de l'histoire du Sud-Viêt Nam
- Bounthanom Vongphachanh (1980), ancien nageur